# 无法避免的战争
《无法避免的战争》（Chakravyuh）是2012年由普加西哲执导的印度政治电影，阿葰·兰帕尔、阿比·狄爾、伊莎·古普塔、曼努吉·巴帕依和Anjali Patil饰演。电影旨在成为对纳萨尔派问题的社会解说。影片的第一部预告片于2012年8月16日至17日的午夜发布。该电影在杜嘉菩萨节发布。影片在印度的1100家电影院发行。尽管受到好评并且非常接近现实，但该电影未能吸引观众。剧情的灵感来自1973年的印度电影Namak Haraam和1997年的泰卢固语电影Sindhooram。

## 演员表
- 阿葰·兰帕尔饰演阿迪·汗（Adil Khan）
- 欧姆·普利饰演戈文德教授

## 制作
影片在伯杰默里和博帕尔拍摄。影片是在博帕尔的三一技术研究所（Trinity Institute of Technology And Research）拍摄的，有些场景是在IES和MLB学院拍摄的。 整个拍摄计划在约57天内完成。印度共产党（毛主义）中央地区委员会发言人帕拉姆吉特（Paramjeet）表示感谢，毛派充分肯定这部电影接近真实，也指出这部电影与“他们的世界”有一些不一致之处。普加西哲说，这是因为在剧本、服装和剧情方面进行了深入研究。

## 销售
普加西哲通过推出一个在线漫画系列来推广《无法避免的战争》。

## 票房
在印度，影片在开始放映后的三天内获得15百萬卢比 (232,950美元)。第一周票房15,880万卢比 (2.47 百萬)，低于预期。
在延长到周末的放映期共在印度以外地区获得30万美元。